# Itara mjobergi
Itara mjobergi är en insektsart som beskrevs av Lucien Chopard 1930. Itara mjobergi ingår i släktet Itara och familjen syrsor. Inga underarter finns listade i Catalogue of Life.